# Episinus bruneoviridis
Episinus bruneoviridis là một loài nhện trong họ Theridiidae.
Loài này thuộc chi Episinus. Episinus bruneoviridis được Cândido Firmino de Mello-Leitão miêu tả năm 1948.